# 郑奠
郑奠（1896年—1968年），字石君、介石，男，浙江诸暨人，中国语言学家、修辞学家，曾任北京大学教授。